# Michael Troy
Mike Troy, Michael Francis Troy (Indianapolis, Indiana, 1940. október 3. – Arizona, 2019. augusztus 3.) olimpiai bajnok amerikai úszó.

## Pályafutása
Az 1959-es chicagói pánamerikai játékokon egy-egy arany- és ezüstérmet nyert. Az 1960-as római olimpián 200 m pillangón és a 4 × 200 m gyors váltó tagjaként olimpiai bajnok lett.

## Sikerei, díjai
- Olimpiai játékok
  - aranyérmes (2): 1960, Róma (200 m pillangó, 4 × 200 m gyors váltó)
- Pánamerikai játékok
  - aranyérmes: 1959, Chicago (4 × 100 m vegyes váltó)
  - ezüstérmes: 1959, Chicago (200 m pillangó)